# Max Hagmayr
Maximilian "Max" Hagmayr (født 16. november 1956 i Wels, Østrig) er en tidligere østrigsk fodboldspiller (angriber).
Hagmayr spillede størstedelen af sin karriere i hjemlandet, hvor han var tilknyttet FC Linz, Rapid Wien og LASK Linz. Han spillede også en enkelt sæson hos Karlsruhe i Tyskland.
Hagmayr spillede desuden ni kampe og scorede et mål for det østrigske landshold. Han var en del af det østrigske hold til VM i 1982 i Spanien. Han spillede én af østrigernes fem kampe i turneringen, hvor holdet blev slået ud efter andet gruppespil.